# 張伯謹
張伯謹，（1897年—1988年4月7日），籍貫河北行唐，在第一屆國民大會代表選舉中被選為第一屆國民大會河北省行唐縣代表。

## 經歷
1947年11月21日至11月23日，全國同時舉行第一屆國民大會代表選舉，代表河北省第九行政督察區行唐縣被選為第一屆國民大會河北省代表。
1963年9月6日，中華人民共和國政府派「油壓機械考察團」赴日，10月7日準備返回中國大陸時，團員周鴻慶欲前往台灣尋求政治庇護，誤入蘇俄駐日大使館，俄使館將周交給日警，中華民國駐日大使館即與日方聯繫願接周回臺灣，但日方處理此案時，池田勇人內閣將欲投奔台灣之周鴻慶遣返中國大陸，日方此舉被中華民國方面認為日本是在偏袒中共，即「周鴻慶事件」。1964年1月1日，中華民國政府明令批准駐日本大使館大使張厲生辭職，並將公使張伯謹、參事劉邦彥、崔萬秋，及秘書林新民等調部，館務由秘書吳玉良代理。
1988年4月7日，張伯謹病逝。